# Hildegard Kerner
Hildegard Kerner (* 30. Dezember 1921 in Kindsbach; † 1. Oktober 1987 in Neustadt an der Weinstraße) war eine deutsche Politikerin (SPD).

## Leben und Beruf
Dem Besuch der Volksschule in Kindsbach und Kaiserslautern folgte die Berufsschule und eine Lehre als Metzgereiverkäuferin sowie eine kaufmännische Lehre. Im Jahr 1938 legte sie die Kaufmannsgehilfenprüfung ab.
Von 1939 bis 1940 war sie in einer privaten Handelsschule in Kaiserslautern beschäftigt. Während des Zweiten Weltkrieges arbeitete sie als Sekretärin in einem Lazarett in Krakau. Nach dem Krieg war sie Sekretärin beim SPD-Unterbezirk Kaiserslautern und Bezirkskassiererin in Neustadt an der Weinstraße. Sie arbeitete als Verkäuferin und als Buchhalterin in einem Weinbaubetrieb.

## Partei
Jenssen war seit 1946 Mitglied der SPD. Sie war Mitglied des SPD-Bezirksvorstands Pfalz, Vorstandsmitglied des SPD-Ortsvereins Neustadt an der Weinstraße und Mitglied des Bezirksfrauenausschusses sowie des SPD-Bezirksvorstands Pfalz.

## Abgeordnete
Kerner gehörte dem Rheinland-Pfälzischen Landtag vom 18. Januar 1971 bis 17. Mai 1983 an. In der 7. und 8. Wahlperiode war sie Mitglied im Ausschuss für Landwirtschaft (Bezeichnung in der 8. Wahlperiode: Ausschuss für Landwirtschaft, Weinbau und Umwelt). In der 9. Wahlperiode war sie ab dem 12. November 1981 Vorsitzende des Ausschusses für Landwirtschaft, Weinbau und Umwelt.
Von 1956 bis 1977 war sie Mitglied und dabei von 1969 bis 1974 SPD-Fraktionsvorsitzende im Stadtrat von Neustadt an der Weinstraße.
Sie war 1979 Mitglied der 7. Bundesversammlung.

## Sonstiges Engagement
Kerner war Mitglied im Verwaltungsrat der Wiederaufbaukasse Rheinland-Pfalz, der Kommission Landsiedlung und ehrenamtliche Verwaltungsrichterin am Verwaltungsgericht Neustadt.

## Ehrungen
- Bundesverdienstkreuz am Bande (1977)
- Bundesverdienstkreuz Erster Klasse (1983)
- Verdienstmedaille des Landes Rheinland-Pfalz (1977)
- Große Ehrennadel der AWO und der Stadt Neustadt